# Nino Staffieri
Bassano Staffieri, connu sous le diminutif de Nino Staffieri, (né le 6 septembre 1931 à Zorlesco, frazione de la commune de Casalpusterlengo dans la province de Lodi en Lombardie et mort à La Spezia le 31 juillet 2018) est un évêque catholique italien, évêque émérite du diocèse de La Spezia-Sarzana-Brugnato depuis 2007.

## Biographie
Né le 6 septembre 1931 à Zorlesco, frazione de la commune de Casalpusterlengo, au sud de la province de Lodi, Nino Staffieri est consacré prêtre le 9 juin 1955. 
Dans les années 1980, il est vicaire-général du diocèse de Lodi avec les évêques Magnani et Capuzzi.

### Évêque
Le 9 septembre 1989  il est consacré évêque de Carpi, par le cardinal Ugo Poletti.
Il est transféré le 10 juillet 1999 à La Spezia-Sarzana-Brugnato, où il reste huit ans et se retire, atteint par la limite d'âge de 75 ans, le 6 septembre 2007.
Devenu évêque émérite, il fut le vice-président de la Conférence épiscopale de la Ligurie.
Il meurt le 31 juillet 2018 dans ses fonctions d'évêque émérite.